# Elatostema sorsogonense
Elatostema sorsogonense är en nässelväxtart som beskrevs av Adolph Daniel Edward Elmer. Elatostema sorsogonense ingår i släktet Elatostema och familjen nässelväxter. Inga underarter finns listade i Catalogue of Life.